# متحف إخناتون
متحف إخناتون هو متحف تحت الإنشاء، يقع في مدينة المنيا، بدأ العمل بالمشروع عام 2002 لكن لم يتم استكمال الإنشاء بسبب مشاكل متعلقة بالتمويل.

## المتحف
بلغت تكلفة المتحف 150 مليون جنيه، وصُمم المتحف على شكل هرم، ويتكون من 5 طوابق ويتضمن قاعات عرض ومدرسة للترميم، ومنطقة للعروض المفتوحة ومبنى إداري ومعرض لبيع الكتب والهدايا، إضافة إلى مرسى سياحي لاستقبال السفن ومتحف مكشوف.